# Hela Sunne
Hela Sunne (HS) är ett lokalt politiskt parti i Sunne kommun som bildades inför valet till kommunfullmäktige 2014. 
I valet till kommunfullmäktige i Sunne kommun 2014 fick Hela Sunne 12,84 procent av rösterna och fick därmed fem mandat i kommunfullmäktige.
Hela Sunne styrde Sunne kommun ihop med Socialdemokraterna 2014-2016. Efter 44 år med borgerligt styre blev det socialdemokratiskt styre. De borgerliga partierna tog över styret i kommunen 2016 efter att Socialdemokraterna kastade in handduken.

## Valresultat
| År   | Röster | %     | Mandat  |
| ---- | ------ | ----- | ------- |
| 2014 | 1 144  | 12,84 | 5 av 41 |
| 2018 | 821    | 9,22  | 4 av 41 |
| 2022 | 649    | 7,34  | 3 av 41 |